# Sphenomorphus maculicollus
Sphenomorphus maculicollus este o specie de șopârle din genul Sphenomorphus, familia Scincidae, descrisă de Bacon 1967. Conform Catalogue of Life specia Sphenomorphus maculicollus nu are subspecii cunoscute.